# Sojka šedá
Sojka šedá (Perisoreus canadensis) je asi 29 cm velký druh pěvce z čeledi krkavcovitých (Corvidae).

## Popis
Je převážně šedá se světlejším hrdlem a tmavým zobákem, temenem, zátylkem, křídly, ocasem a končetinami.

## Výskyt
Žije v severoamerických tajgách a subalpinských lesích, vyhledává přitom jedlové a borovicové porosty.